# Gavarnie-Gèdre
Gavarnie-Gèdre é uma comuna francesa na região administrativa da Occitânia, no departamento dos Altos Pirenéus. Estende-se por uma área de 227.08 km², e possui 343 habitantes, segundo o censo de 2018, com uma densidade de 1.5 hab/km².
Foi criada, em 1 de janeiro de 2016, a partir da fusão das antigas comunas de Gavarnie e Gèdre.